# بوب كوتس
بوب كوتس (بالإنجليزية: A.W. (Bob) Coats)‏ هو اقتصادي أمريكي، ولد في 3 سبتمبر 1924، وتوفي في 9 أبريل 2007.